# Sághy István
Sághy István (Szolnok, 1906. szeptember 6. – Budapest, 1993. május 14.) magyar színész.

## Életpályája
1936-tól Szegeden a Városi Színháznál kezdte pályáját, 1937-től Sziklai Jenő szolnoki társulatában, 1940-ben Tolnay Andor társulatában szerepelt. Fellépett a Pódium Kabaréban és a Royal Színházban is. Az 1941-42-es színházi évadban a Kolozsvári Nemzeti Színházhoz szerződött. 1942-től a Vígszínházban játszott. 1943-tól ismét a Szegedi Városi Színház foglalkoztatta, majd a fővárosi Jókai Színházban játszott. 1951-től Szolnokon a Szigligeti Színháznál volt szerződésben. 1954-től 1970-ig, nyugdíjba vonulásáig az Állami Déryné Színház művésze volt.

## Színházi szerepeiből

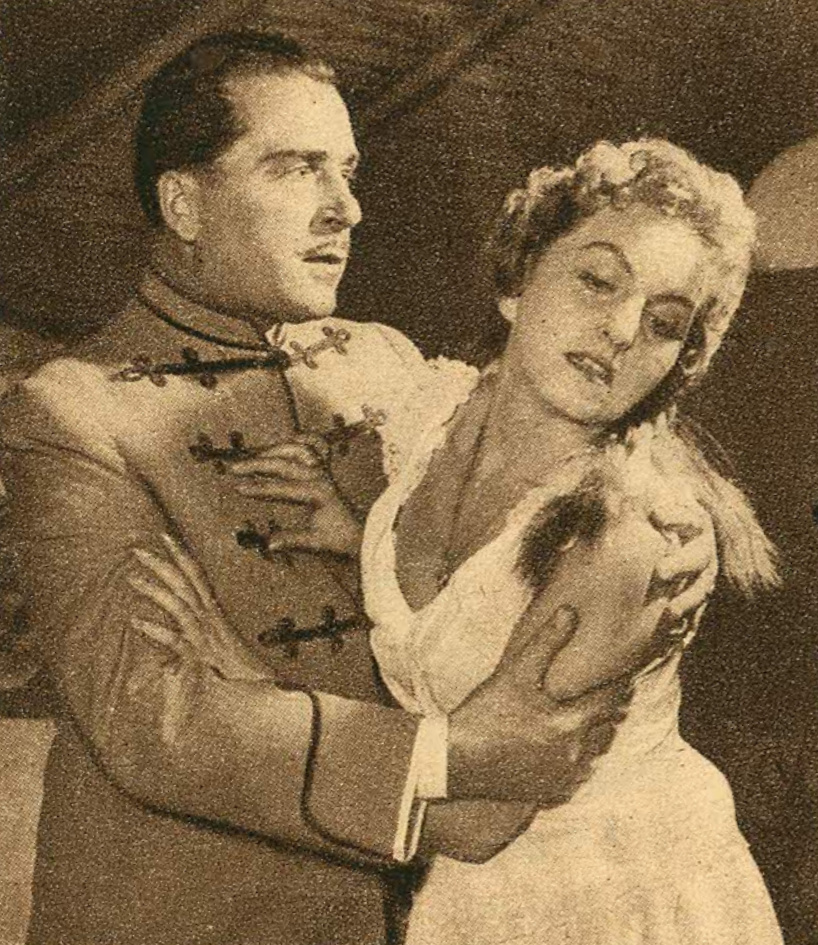
Sághy István és Varga Edit Mikszáth Kálmán: Az eladó birtok című vígjátékának jelenetében (Állami Déryné Színház)

- William Shakespeare: Vízkereszt, vagy amit akartok... Fábián
- Luigi Pirandello: Hat szerep keres egy szerzőt... 4. színész
- Charles Dickens: Twist Olivér... Mr. Brownlown; Sowerberry; Bíró
- Aljosin: Döntő pillanatok... Tyerjohin
- Jurij Szergejevics Miljutyin: Juanita csókja... Cézár
- Jurij Szergejevics Miljutyin: Szibériai rapszódia... Andrej Balasov
- Giorgi Mdivani: Ki a hibás?... Mescserjakov
- Jaroslav Zrotal: Tyúk és harangozó... Rerábek
- Jókai Mór: Az aranyember... Tímár Mihály
- Jókai Mór – Török Tamás: Szegény gazdagok... Pável
- Jókai Mór: Az új földesúr... Kampós, kasznár; dr. Grisák ügyvéd
- Mikszáth Kálmán – Bondy Endre: Tavaszi rügyek... Vankovics; Vajdaffy
- Mikszáth Kálmán – Hubay Miklós – Vargha Balázs: A beszélő köntös... Ágoston Kristóf
- Mikszáth Kálmán: A szelistyei asszonyok... Czobor, a Fekete Sereg tizedese
- Mikszáth Kálmán: Az eladó birtok... Marjánszky, földbirtokos
- Molnár Ferenc – Török Tamás: A Pál utcai fiúk... Rácz tanár úr
- Molnár Ferenc: Olympia... Plata-Ettingen herceg
- Gárdonyi Géza – Kárpáthy Gyula: Egri csillagok... András deák; Tinódi Lantos Sebestyén
- Móricz Zsigmond:  Úri muri... Ködmön András
- Illyés Gyula: Fáklyaláng... Szemere Bertalan
- Gádor Béla: Állami áruház... Kocsis Ferenc
- Illés Endre: Méreg... Az úrlovas
- Csizmarek Mátyás: Érdekházasság... Tímár professzor
- Urbán Ernő: Tűzkeresztség... Fuvaros Szél János
- Farkas Imre: Iglói diákok... Holéczy Pista
- Ságody József: Lakásszentelő... Homoki Ádám, főmérnök
- Szinetár György: A császár álarcában... Ezredes
- Szinetár György – dr. Pongrácz László : Déryné útrakél... Katona József
- Sándor Kálmán: A harag napja... Szedlacsek József
- Kemény Egon: Valahol délen... Krizsán bácsi
- Eisemann Mihály: Én és a kisöcsém
- Dékány András – Baróti Géza – Vaszy Viktor: Dankó Pista... Joó Ferenc
- Johann Strauss: A denevér... Eisenstein
- Innocent-Vincze Ernő: Boci-boci tarka... Virág István
- Farkas Ferenc: Csínom Palkó.... Tyukodi, strázsamester
- Lehár Ferenc – Innocent Vince Ernő: Vándordiák... Drághy Péter
- Berté Henrik: Három a kislány... Schubert Ferenc; Schober, költő
- Ábrahám Pál: Hawaii rózsája... Lilo Taro
- Szirmai Albert – Bakonyi Károly – Gábor Andor: Mágnás Miska... Baracs István

## Filmes és televíziós szerepei
- Az utolsó Vereczkey (1940)
- Késő (1943)
- Rákóczi nótája (1943)